# Lajos Dobány
Lajos Dobány (Celldömölk, 4 agosto 1955) è un ex calciatore ungherese, di ruolo attaccante.

## Carriera
Fu capocannoniere del campionato ungherese nel 1983. Si ritirò nel 1988, dopo aver ricevuto una condanna a sei mesi di carcere per aver combinato delle partite.